# Фрауэндорф (Ортранд)
Фрауэндорф (нем. Frauendorf)) — община в Германии, в земле Бранденбург.
Входит в состав района Верхний Шпревальд-Лужица. Подчиняется управлению Ортранд. Население составляет 756 человек (на 31 декабря 2010 года). Занимает площадь 20,77 км².
| Год  | Население |
| ---- | --------- |
| 2005 | 804       |
| 2010 | 770       |